# Manosque-Sud-Est (tổng)
Tổng Manosque-Sud-Est là một tổng ở tỉnh Alpes-de-Haute-Provence trong vùng Provence-Alpes-Côte d'Azur.

## Hành chính
| Giai đoạn | Ủy viên               | Đảng | Tư cách                 |
| --------- | --------------------- | ---- | ----------------------- |
| 2004-2010 | Yannick Philipponneau | PCF  | Thị trưởng Sainte-Tulle |

## Các đơn vị hành chính
Tổng Manosque-Sud-Est gồm 3 xã với dân số 7 710 người (điều tra năm 1999, dân số không tính trùng)
| Xã           | Dân số    | Mã bưu chính | Mã insee |
| ------------ | --------- | ------------ | -------- |
| Corbières    | 791       | 04220        | 04063    |
| Manosque     | 3 864 (1) | 04100        | 04112    |
| Sainte-Tulle | 3 055     | 04220        | 04197    |

(1) một phần của xã.

## Thông tin nhân khẩu
| 1962                                                     | 1968 | 1975 | 1982 | 1990  | 1999  |
| -------------------------------------------------------- | ---- | ---- | ---- | ----- | ----- |
| -                                                        | -    | -    | -    | 7 280 | 7 710 |
| Nombre retenu à partir de 1962 : dân số không tính trùng |      |      |      |       |       |